# Magazinka
Magazinka (en ucraïnès i rus: Магазинка) és un poble de la República Autònoma de Crimea a Ucraïna, que el 2014 tenia 1.168 habitants. Pertany al districte rural de Krasnoperekopsk.